# Barrera alvéolo capilar

Sección transversal de un alvéolo con capilares. Parte de la sección transversal se amplía para mostrar la difusión de gas oxígeno y dióxido de carbono a través de neumocitos tipo I y células capilares. La barrera alvéolo-capilar esta senñalada arriba del todo.

Se llama así a la región más delgada de los tabiques que separan a los alvéolos pulmonares, por donde discurren los capilares pulmonares y a través de la cual se produce el intercambio gaseoso conocido como hematosis, gracias al que se elimina el anhídrido carbónico y se enriquece la sangre con oxígeno. Las regiones más delgadas del tabique o septo interalveolar en las cuales se efectúa el intercambio gaseoso se llaman Barreras alveolocapilares. La zona de la barrera más delgada es en donde el Neumocito tipo I se encuentra en contacto estrecho con el endotelio capilar y la lámina basal en la que ambas células se fusionan, es el punto más eficiente para el intercambio de oxígeno (de luz alveolar) por dióxido de carbono (en la sangre) 
- Datos: Q886410